# Bohal
Bohal é uma comuna francesa na região administrativa da Bretanha, no departamento Morbihan. Estende-se por uma área de 8,46 km². Em 2010 a comuna tinha 859 habitantes (densidade: 101,5 hab./km²).